# Судебная власть
Суде́бная власть — самостоятельная и независимая ветвь государственной власти, действующая для разрешения конфликтов между государством и гражданами, самими гражданами, юридическими лицами, на основе закона, а также контроля за конституционностью законов.
Судебная власть выделяется в соответствии с принципом разделения властей. Иногда суды могут быть надгосударственными, как Суд Европейского союза.

## Судебная власть в России

### Конституционные признаки
Согласно Конституции Российской Федерации — России, судебная власть в России:
1. осуществляется только судами;
2. номинально имеет полную самостоятельность;
3. реализуется посредством применения права в ходе конституционного, гражданского, административного, уголовного и арбитражного судопроизводства;
4. характеризуется единством судебной системы России, которое обеспечивается путём:
  - закрепления принципов судебной системы в Конституции и Федеральном конституционном законе «О судебной системе Российской Федерации».
  - соблюдения всеми судами единых, законодательно установленных правил судопроизводства;
  - признания обязательности исполнения всех вступивших в силу судебных решений на всей территории государства;
  - закрепления единства статуса судей на всех уровнях судопроизводства;
  - финансирования судей из федерального бюджета.

### Органы судебной власти
По действующей Конституции России судебная власть осуществляется федеральными судами и судами субъектов России.

#### Высшие федеральные суды Российской Федерации
- Конституционный суд России, рассматривающий дела об оспаривании конституционности законов и подзаконных актов, дающий толкование Конституции России, а также разрешающий отдельные конкретные конституционные споры, граничащие с удостоверительным укреплением процедур (в рамках отрешения от должности Президента России);
- Верховный Суд Российской Федерации;

### Функции судебной власти
- Правосудие.
- Судебный контроль за законностью и обоснованностью применения мер процессуального принуждения.
- Судебный надзор в отношении решений нижестоящих инстанций

## США
- Верховный суд США

## Судебная власть в мусульманских странах и государствах
В некоторых мусульманских странах судебная власть осуществляется на основе шариата.